# Paradigma de búsqueda
El paradigma de búsqueda es un paradigma experimental de la psicología cognitiva en el que se presenta al sujeto uno o más estímulos en una proyección expuesta dentro de un marco (frame). La tarea consiste en reconocer un conjunto de items previamente memorizados (conjunto de memoria o memory set) seleccionados a partir de un conjunto mayor de estímulos (conjunto total o memory ensemble). Los items del conjunto de memoria presentados en un encuadre constituyen los targets, y los demás items son distractores.
Un paradigma de búsqueda puede presentar dos tipos de ensayos:
- Positivos: el encuadre proyectado incluye uno o más targets.
- Negativos: los targets están ausentes, es decir, el encuadre solo incluye distractores.

## Tipos de paradigmas de búsqueda
Se diferencian dos tipos de paradigmas de búsqueda:
1. Búsqueda de memoria: se emplea en el estudio de la memoria de reconocimiento.
2. Búsqueda visual: se utiliza en el estudio de los procesos atencionales.[2]

## Variables dependientes e independientes
Como en la mayoría de estudios de este tipo, las variables dependientes a considerar son el tiempo de reacción y la precisión de las respuestas (esta se refiere al número de errores cometidos).
Las variables independientes manipuladas por el investigador dentro de este paradigma suelen ser:
- El tamaño del encuadre, es decir, el número de caracteres de cada exposición, cuyo valor se puede mantener constante o variar de un ensayo a otro.
- El tamaño del conjunto de objetivos o número de targets presentes en una exposición.
- El tamaño del conjunto de memoria o número de items que el sujeto debe memorizar al principio.
- El tiempo de exposición de la información.
- El tiempo de encuadre o intervalo temporal que media entre la aparición de encuadres (SOA).
- El tipo de exposición de los caracteres de un encuadre, que puede ser secuencial (tarea de encuadre múltiple) o simultánea (tarea de encuadre simple).
- Número de ensayos incluidos en la tarea.
- Relación entre los items del grupo de memoria y los distractores, lo que da lugar a dos condiciones: 
  - Proyección variada: determinados items pueden aparecer en el grupo de memoria o entre los distractores de un ensayo a otro, lo que da lugar a respuestas inconsistentes.
  - Proyección consistente: los items del grupo de memoria nunca desempeñan el papel de distractores, lo que permite respuestas consistentes.